# Amtsgericht Offenbach am Main

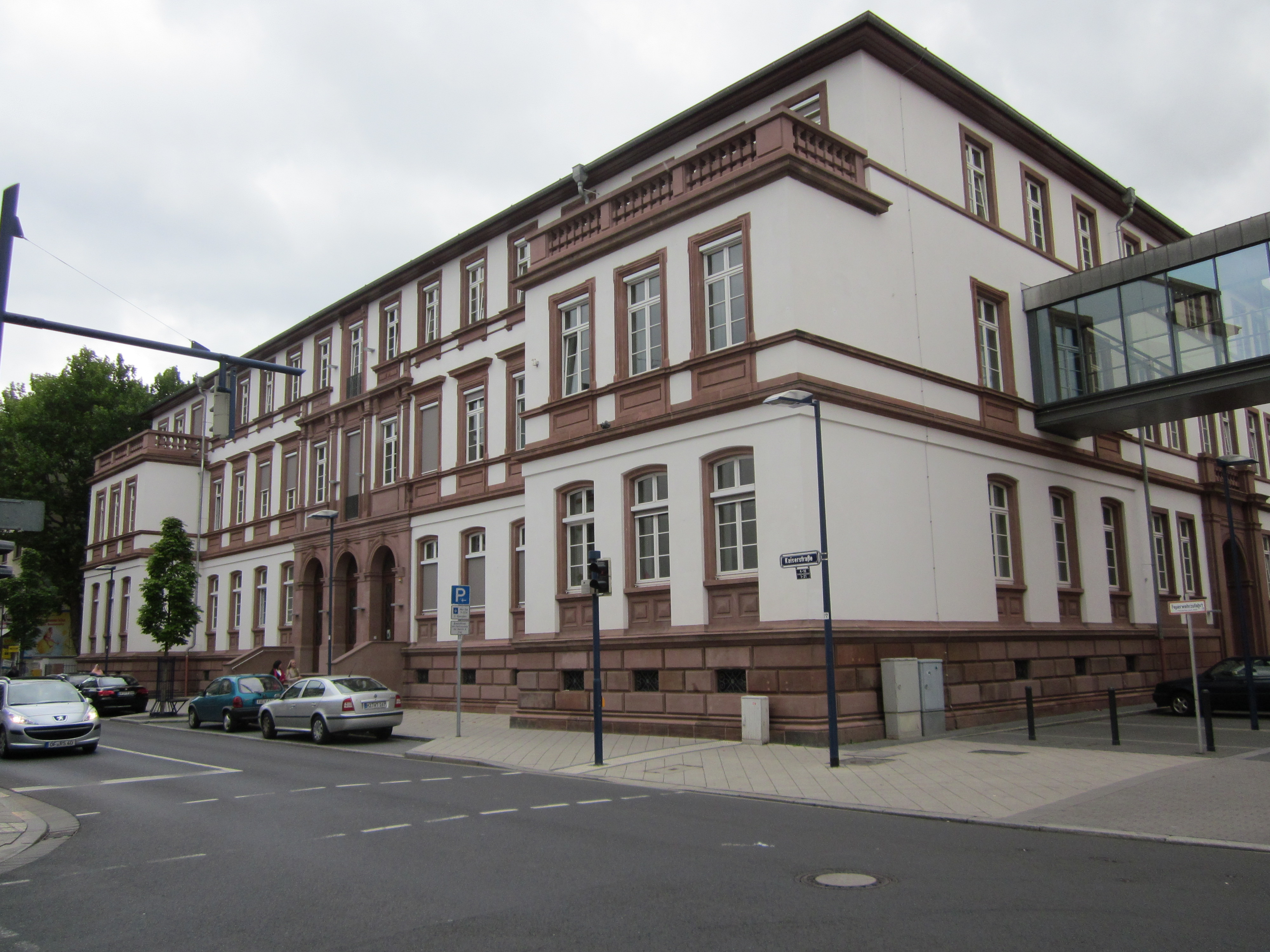
Altbau des Amtsgerichts Offenbach am Main

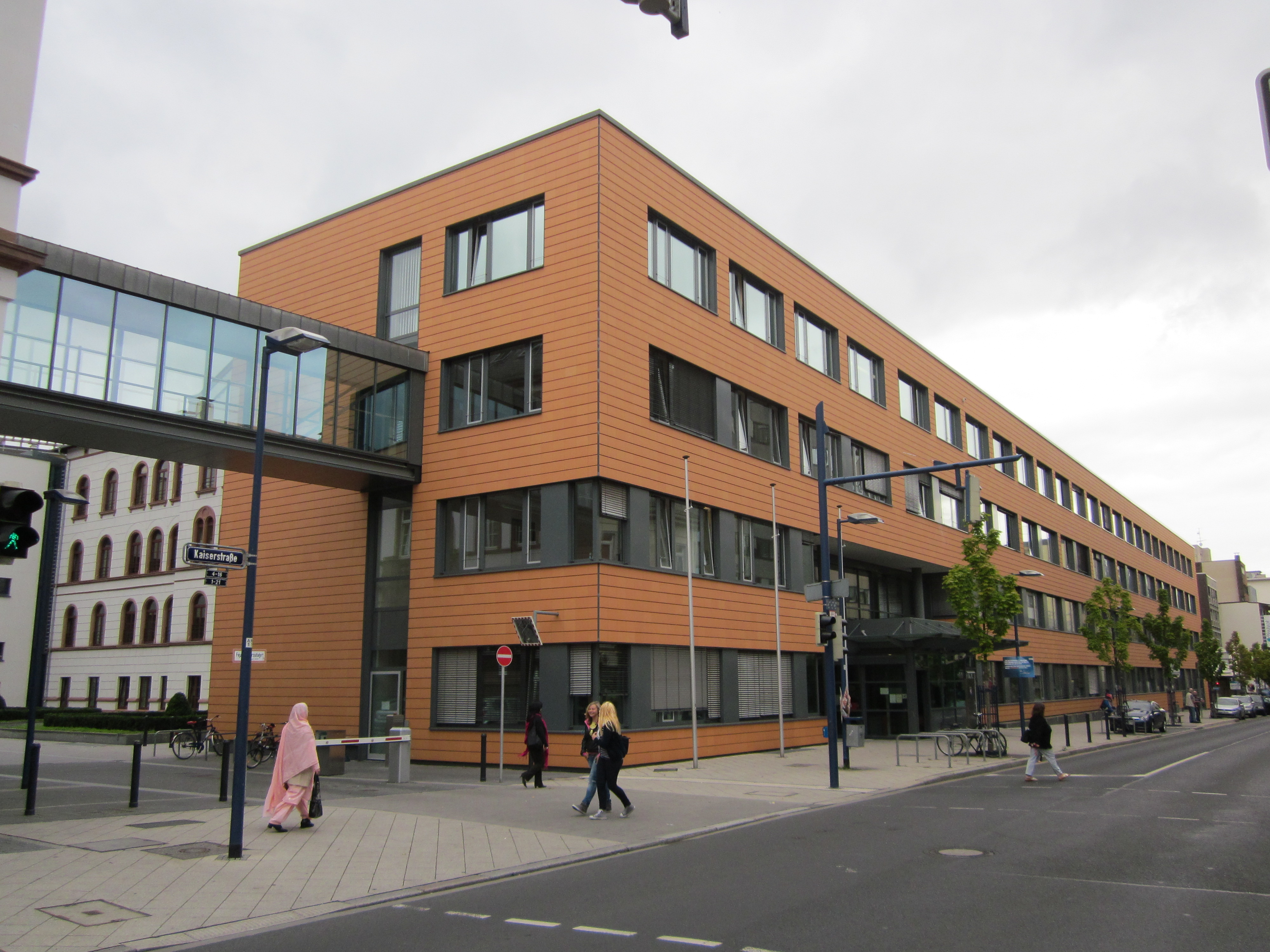
Justizzentrum Offenbach (2011)

Das Amtsgericht Offenbach am Main ist ein seit 1879 bestehendes Amtsgericht mit Sitz in Offenbach am Main.

## Gerichtsbezirk

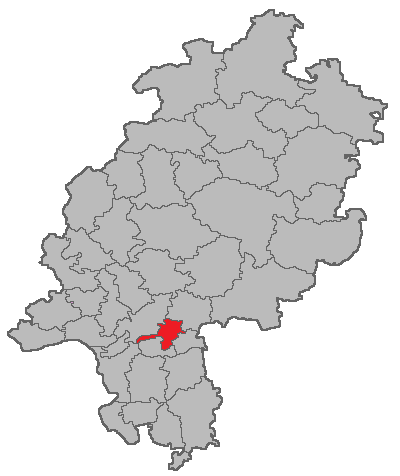
Lage des Amtsgerichtsbezirks Offenbach in Hessen

Das AG Offenbach am Main ist örtlich zuständig für die Stadt Offenbach am Main und die Gemeinden Dietzenbach, Heusenstamm, Mühlheim am Main, Neu-Isenburg und Obertshausen im Landkreis Offenbach.

## Gerichtssitz und -gebäude

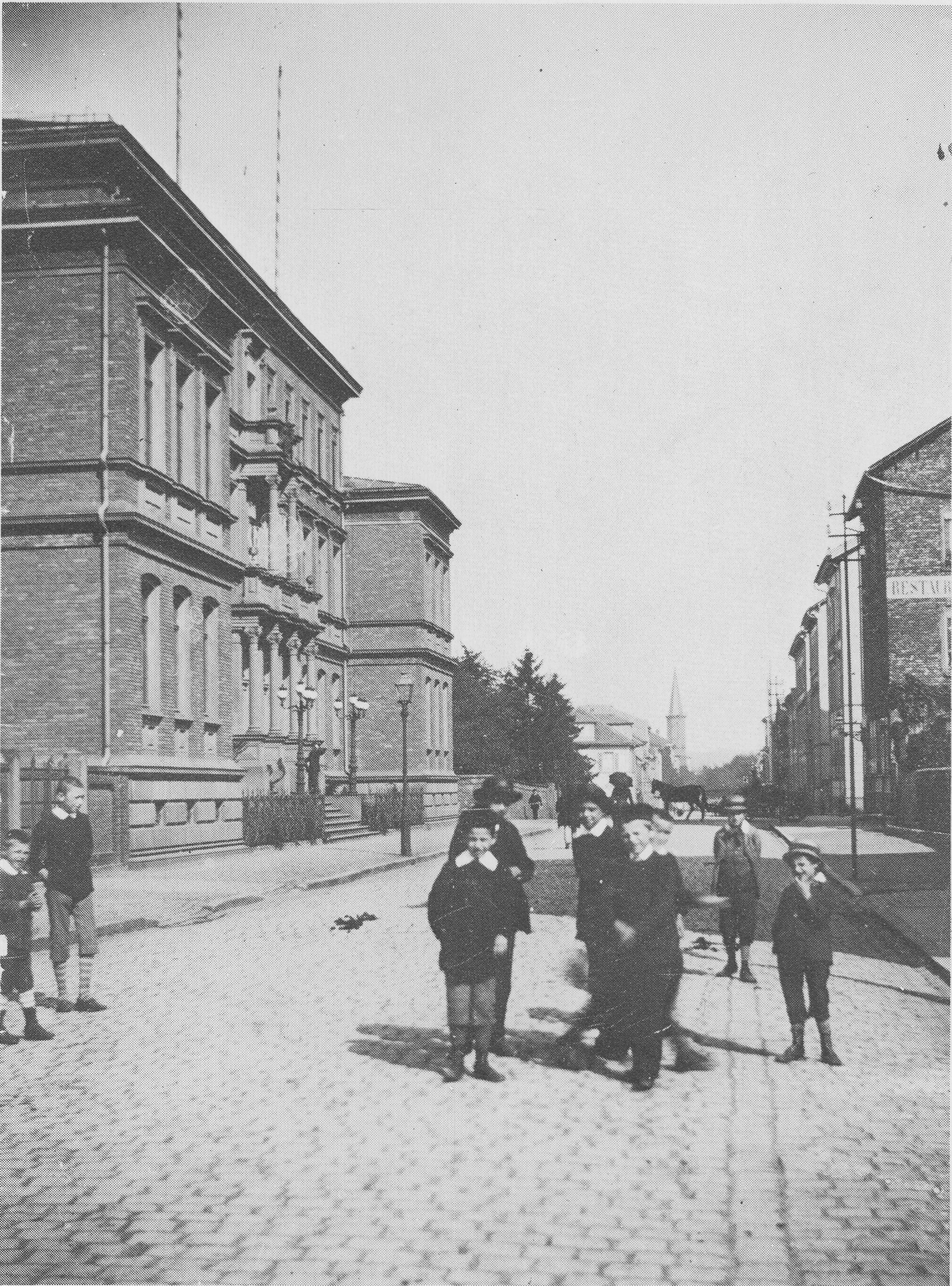
Gerichtsgebäude 1895

Der Sitz des Gerichtes befindet sich in der Kaiserstraße 16–18, in 63065 Offenbach am Main. Das Gericht ist in mehreren Gebäuden untergebracht. Der Hauptsitz befindet sich in dem 2005 eingeweihten neuen Justizzentrum. Das daneben liegende historische Gerichtsgebäude wurde 1878 bis 1879 errichtet und ist aufgrund des Hessischen Denkmalschutzgesetzes ein Kulturdenkmal und steht unter Denkmalschutz. Beide Gebäude sind durch einen gläsernen Übergang miteinander verbunden. Im Justizzentrum sind außerdem die Offenbacher Zweigstelle der Staatsanwaltschaft bei dem Landgericht Darmstadt sowie das Arbeitsgericht Offenbach am Main untergebracht. Die langjährige Dependance in der Kaiserstraße 27, gegenüber dem Justizzentrum, wurde im Juni 2010 aufgegeben. Einige Abteilungen sind weiterhin in der Luisenstraße 27 untergebracht.

## Zuständigkeit
Das AG Offenbach ist über den eigenen Gerichtsbezirk hinaus zuständig für Vereins-, Handels- und Genossenschaftsregistersachen sowie Insolvenzsachen in den Amtsgerichtsbezirken Langen und Seligenstadt. In Strafsachen, als Jugendschöffen- und Schöffengericht, ist es zuständig auch für den Amtsgerichtsbezirk Seligenstadt. Nicht zuständig ist es dagegen für Vollstreckungs- und Mahnsachen und Partnerschaftsregistersachen. Für Vollstreckungs- und Mahnsachen liegt die Zuständigkeit für ganz Hessen beim Amtsgericht Hünfeld, das Partnerschaftsregister für ganz Hessen wird beim Amtsgericht Frankfurt am Main geführt.

## Geschichte

### Gründung
Mit dem Gerichtsverfassungsgesetz von 1877 wurden Organisation und Bezeichnungen der Gerichte reichsweit vereinheitlicht. Zum 1. Oktober 1879 hob das Großherzogtum Hessen deshalb die Landgerichte auf, die bis dahin in den rechtsrheinischen Provinzen des Großherzogtums die Gerichte erster Instanz gewesen waren. Funktional ersetzt wurden sie durch Amtsgerichte. So ersetzte das Amtsgericht Offenbach das Landgericht Offenbach. „Landgerichte“ nannten sich nun die den Amtsgerichten direkt übergeordneten Obergerichte. Das Amtsgericht Offenbach wurde dem Bezirk des Landgerichts Darmstadt zugeordnet.

### Bezirk
| Gemeinde          | Herkunft                 | Zugang | Abgang | Nach                          |
| ----------------- | ------------------------ | ------ | ------ | ----------------------------- |
| Bieber            | Landgericht Offenbach    | 1879   |        |                               |
| Bürgel            | Landgericht Offenbach    | 1879   |        |                               |
| Dietesheim        | Landgericht Offenbach    | 1879   |        |                               |
| Dietzenbach       | Amtsgericht Langen       | 1948   |        |                               |
| Gravenbruch       | Landgericht Seligenstadt | 1879   |        |                               |
| Hausen            | Landgericht Offenbach    | 1879   |        |                               |
| Heusenstamm       | Landgericht Offenbach    | 1879   |        |                               |
| Lämmerspiel       | Landgericht Offenbach    | 1879   |        |                               |
| Mühlheim am Main  | Landgericht Offenbach    | 1879   |        |                               |
| Neu-Isenburg      | Landgericht Offenbach    | 1879   |        |                               |
| Obertshausen      | Landgericht Offenbach    | 1879   |        |                               |
| Offenbach am Main | Landgericht Offenbach    | 1879   |        |                               |
| Patershausen      | Landgericht Seligenstadt | 1879   |        |                               |
| Rumpenheim        | Amtsgericht Offenbach    | 1879   |        |                               |
| Rembrücken        | Amtsgericht Seligenstadt | 1948   |        |                               |
| Steinbach         | Landgericht Vilbel       | 1879   | 1947   | Amtsgericht Frankfurt am Main |
| Steinheim         | Landgericht Seligenstadt | 1879   | 1974   | Amtsgericht Hanau             |

### Weitere Entwicklung
Mit Wirkung vom 1. Mai 1948 wurden die Gemeinde Dietzenbach aus dem Amtsgerichtsbezirk Langen und die Gemeinde Rembrücken aus dem Amtsgerichtsbezirk Seligenstadt dem Amtsgerichtsbezirk Offenbach zugewiesen.
Gleichzeitig mit der Eingemeindung von Steinheim am Main nach Hanau zum 1. Juli 1974 ging auch die gerichtliche Zuständigkeit für Steinheim an das Amtsgericht Hanau über.

## Übergeordnete Gerichte
Dem Amtsgericht Offenbach am Main übergeordnet ist das Landgericht Darmstadt. Im weiteren Instanzenzug sind es das Oberlandesgericht Frankfurt am Main sowie der Bundesgerichtshof.

## Richter
- Wilhelm Glässing (1896–1901)